# Clusiodes mirabilis
Clusiodes mirabilis är en tvåvingeart som beskrevs av Frey 1928. Clusiodes mirabilis ingår i släktet Clusiodes och familjen träflugor.
Artens utbredningsområde är Peru. Inga underarter finns listade i Catalogue of Life.